# یوشیفومی اونو
یوشیفومی اونو (انگلیسی: Yoshifumi Ono؛ زادهٔ ۲۲ مهٔ ۱۹۷۸) بازیکن فوتبال اهل ژاپن است.
از باشگاه‌هایی که در آن بازی کرده‌است می‌توان به باشگاه فوتبال کونسادول ساپورو اشاره کرد.